# Hypania antiqua
Hypania antiqua är en ringmaskart som först beskrevs av Ostrooumouff 1896.  Hypania antiqua ingår i släktet Hypania och familjen Ampharetidae. Inga underarter finns listade i Catalogue of Life.